# Toumani Diabaté

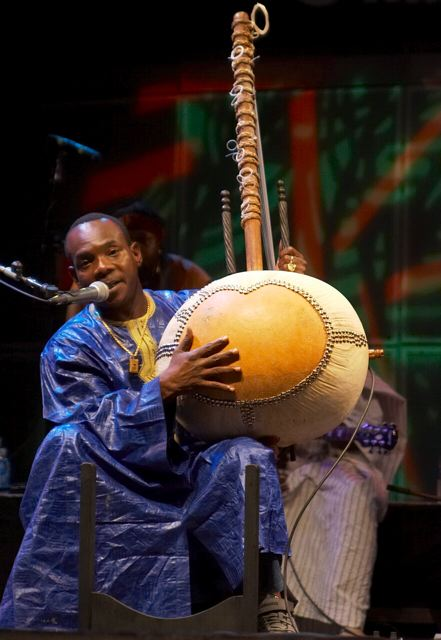
Toumani Diabaté in Toronto, 2007

Toumani Diabaté (* 10. August 1965; † 19. Juli 2024 in Bamako) war ein malischer Koraspieler. Er war international erfolgreich und galt als einer der besten Koraspieler seiner Zeit. Neben seinem Repertoire traditioneller Musik Malis spielte er auch in Grenzgebieten zum Flamenco, Blues, Jazz und anderen internationalen Stilrichtungen.

## Leben
Toumani Diabaté entstammte einer Griot-Familie, die sich nach seinen Angaben 70 Generationen zurückverfolgen lässt, und lernte das Koraspiel bei seinem Vater Sidiki Diabaté, der als wichtigster Koraspieler seines Landes galt und 1970 als erster ein Kora-Album aufnahm.
Der tief in der Tradition verwurzelte und gleichzeitig sehr weltoffene Musiker, der James Brown zu seinen wichtigsten Vorbildern zählte und sich zu seiner Teenagervorliebe für die deutsche Band Scorpions bekannte, hat häufig auch mit Musikern außerhalb der westafrikanischen Sphäre gearbeitet.
Mit der spanischen progressiven Flamencoband Ketama nahm er zwei Alben auf: Songhai und 1994 mit der gleichen Besetzung Songhai 2. Mit dem US-amerikanischen Bluesmusiker Taj Mahal, der sich auch Dadi Kouyateh nannte, um seinen vermuteten Ursprung in dieser westafrikanischen Griot-Familie zu dokumentieren, nahm er 1999 das Album Kulanjan auf. Aus einer ungewöhnlichen, aber erfolgreichen Zusammenarbeit mit dem US-amerikanischen Jazzposaunisten Roswell Rudd, der ursprünglich im Freejazz beheimatet war, resultierte das Album MALIcool von 2003.
Mit dem Rockmusiker Damon Albarn (Blur, Gorillaz) nahm er ein Album namens Mali Music auf (von Albarn angeblich ohne Diabatés Erlaubnis veröffentlicht). 2007 kam es zu einer Zusammenarbeit mit der isländischen Sängerin Björk, deren Ergebnis im Mai 2007 unter dem Titel Hope auf dem Album Volta erschien.
Berühmt wurde Diabaté mit dem ersten unbegleiteten Kora-Soloalbum überhaupt, Kaira, das er 1987 an einem einzigen Nachmittag in London aufnahm und das seinen Rang als überragenden Spieler seines Instruments begründete. Mit seinem Onkel Kélétigui Diabaté am Balaphon und weiteren Musikern entstand 1995 das Album Djelika, ein feingesponnenes kammermusikalisches Werk mit vielen traditionellen Stücken des Griot-Repertoires. 1999 folgte New Ancient Strings mit Ballaké Sissoko, 2005 In the Heart of the Moon mit dem mittlerweile verstorbenen großen malischen Gitarristen Ali Farka Touré.
2006 folgte das groß orchestrierte Album Boulevard de l’Indépendance mit seinem Symmetric Orchestra, mit dem Diabaté freitags im Hotel Mandé in Bamako auftrat. Bei den Aufnahmen wurde das Orchester um eine Bläsergruppe unter der Leitung von Pee Wee Ellis, dem Saxofonisten seines Idols James Brown, und um eine amerikanische Streichergruppe ergänzt. Des Weiteren kam es zu Kooperationen mit Béla Fleck, Roswell Rudd, Dee Dee Bridgewater und Herbie Hancock.
Auf seiner zweiten CD für Kora solo, „The Mande Variations“ (2008), spielte Diabaté neben einer traditionellen, von seinem Vater ererbten Kora auch ein leicht modernisiertes Instrument mit Wirbeln zur Tonhöhenjustierung (anstelle der traditionellen Lederriemen).
Toumani Diabaté, der seine Kora um eine 22. Saite erweitert hatte, gastierte auf Festivals in aller Welt (u. a. in Roskilde 2006 und bei der MusikTriennale Köln im Mai 2007).

## Auszeichnungen
- 2007: Tamani der besten traditionellen Musik

## Dokumentarfilme über Toumani Diabaté
- Bamako is a Miracle von Maurice Engler, Arnaud Robert und Samuel Chalard (Afro Blue, Genf 2003).
- Toumani Diabaté – Koraklänge aus dem Land der Flusspferde von Martina Pfaff (WDR, Köln 2007).

## Diskographie
- Kaira, 1987 (1989 veröffentlicht)
- Songhai (mit Ketama und Danny Thompson), 1989
- Shake The World, 1991
- Songhai 2 (mit Ketama, José Soto und Danny Thompson), 1994
- Djelika, 1995
- New Ancient Strings (mit Ballaké Sissoko), 1999
- Kulanjan, 1999
- Malicool, 2001
- Mali Music, 2002
- Jarabi (ein Best-of-Album) 2005
- In the Heart of the Moon (mit Ali Farka Touré; als Gast u. a. Ry Cooder), 2005 (Grammy Award 2006)
- Boulevard de l’Indépendance, 2006
- The Mande Variations, 2008
- Ali and Toumani (Aufnahmen aus 2005/06 mit Ali Farka Touré († 2006)), 2010
- Toumani & Sidiki, 2014 (gemeinsam mit seinem Sohn Sidiki Diabaté)
- Lamomali, 2017 (mit M & Sidiki Diabaté)